# Chris Evert
Christine Marie "Chris" Evert (Fort Lauderdale, Florida, Sjedinjene Države, 21. prosinca 1954.) je bivša američka tenisačica, ukupno 260 tjedana prva na WTA ljestvici. Osvojila je 18 Grand Slam turnira u pojedinačnoj konkurenciji, uključujući i rekordnih sedam pobjeda na Otvorenon prvenstvu Francuske i šest pobjeda na US Openu. Prema Ženskoj teniskoj asocijaciji (WTA), bila je svjetski broj 1 na kraju godine 1975., 1976., 1977., 1980., i 1981., te prema mnogim izvorima također 1974. i 1978.
Omjer pobjeda i poraza Chris Evert u pojedinačnoj konkurenciji od 1309 – 146, najbolji je kod bilo kojeg profesionalnog tenisača u povijesti. Sportski novinar Steve Flink u svojoj knjizi The Greatest Tennis Matches of the Twentieth Century ("Najveći teniski mečevi 20. stoljeća"),
proglasio je Chris Evert trećom najboljom tenisačicom 20. stoljeća, nakon Steffi Graf i Martine Navratilove. Evert nije nikada izgubila meč u prvom i drugom krugu u pojedinačnoj konkurenciji na Grand Slam turnirima. Osvojila je 157 prvenstava u pojedinačnim natjecanjima i 32 u parovima, od kojih 3 Grand Slama.

## Vanjske poveznice
- Chris Evert   Arhivirana inačica izvorne stranice od 5. siječnja 2010. (Wayback Machine) - profil na WTA službenom sajtu
- Chris Evert  - Fed Cup
- Chris Evert   Arhivirana inačica izvorne stranice od 6. prosinca 2010. (Wayback Machine) - Međunarodna teniska federacija (ITF)